# Championnat du Cambodge de football
Le championnat du Cambodge de football est une compétition de football placée sous l'égide la fédération du Cambodge de football. Depuis 2010, il est officiellement nommé Metfone C-League, du nom de son sponsor principal, la compagnie de téléphonie mobile cambodgienne Metfone.

## Palmarès
- 1982 : Ministry of Commerce
- 1983 : Ministry of Commerce
- 1984 : Ministry of Commerce
- 1985 : National Defense Ministry FC
- 1986 : National Defense Ministry FC
- 1987 : Ministry of Health
- 1988 : Kampong Cham Province FC
- 1989 : Ministry of Transports
- 1990 : Ministry of Transports
- 1991 : Department of Municipal Constructions
- 1992 : Department of Municipal Constructions
- 1993 : National Defense Ministry FC
- 1994 : Civil Aviation
- 1995 : Civil Aviation
- 1996 : Body Guards Club
- 1997 : Body Guards Club
- 1998 : Royal Dolphins
- 1999 : Royal Dolphins
- 2000 : National Police (Nokorbal Cheat)
- 2001 : Non disputé
- 2002 : Samart United
- 2003 : Non disputé
- 2004 : Non disputé
- 2005 : Khemara Keila FC
- 2006 : Khemara Keila FC
- 2007 : Nagacorp FC
- 2008 : Phnom Penh Empire
- 2009 : Nagacorp FC
- 2010 : Phnom Penh Crown
- 2011 : Phnom Penh Crown
- 2012 : Boeung Ket Rubber Field
- 2013 : Svay Rieng FC
- 2014 : Phnom Penh Crown
- 2015 : Phnom Penh Crown
- 2016 : Boeung Ket Angkor
- 2017 : Boeung Ket Angkor
- 2018 : Nagaworld FC
- 2019 : Svay Rieng FC
- 2020 : Boeung Ket Angkor
- 2021 : Phnom Penh Crown
- 2022 : Phnom Penh Crown
- 2023-2024 : Preah Khan Reach FC
- 2024-2025 : Preah Khan Reach FC

### Liens
- (en) Palmarès du championnat du Cambodge sur le site RSSSF.com